# Низаметдинов, Казыхан Низаметдинович
Казыхан Низаметдинович Низаметдинов (баш. Ҡазыхан Низаметдин улы Низаметдинов; 1892—1937) — командир полка, штабс-капитан Башкирской армии (1918—1919).

## Биография
Родился 10 марта 1892 года в селе Заитово Верхнеуральского уезда Оренбургской губернии.
В 1907 году окончил Серменевское двухклассное русско-башкирское училище, а в 1910 году — трехгодичные Серменевские учительские курсы. Работал учителем в деревне Насибаш Златоустовского уезда Уфимской губернии. В 1911 году прошел летние педагогические курсы в Саратове.
С октября 1913 году служил в царской армии в составе 2-й роты 12-го Сибирского стрелкового полка на Дальнем Востоке. После окончания Учебной команды получил чин младшего унтер-офицера. В январе 1915 года вместе с командным составом 12-го Сибирского стрелкового полка переезжает в Томск. С сентября 1915 года по январь 1916 года учился в 1-й Иркутской школе прапорщиков и получил звание прапорщика.
Служил младшим офицером в составе 13-го Сибирского стрелкового запасного батальона в Ачинске, а затем — в 5-й роте 20-го Сибирского полка 5-й Сибирской стрелковой дивизии в Двинске. С апреля 1916 года служил младшим офицером 4-й роты дивизионной учебной команды, позднее стал временным командиром 5-й роты 20-го полка Сибирского полка 5-й Сибирской стрелковой дивизии. Осенью 1916 года проходил обучение на повторных офицерских курсах при штабе 12-й армии в Риге, затем служил временно исполняющим должность командира 5-го батальона и получил звание подпоручика.
В 1916—1917 годах принимал участие в Первой мировой войне (сражениях на Северном фронте). За проявленную храбрость был награждён орденом Святого Станислава 2-й степени с мечами. С января 1917 года является временно исполняющим должность командира 2-й роты Общеармейской образцовой учебной команды 12-й армии, с февраля 1917 года служил помощником командира учебной команды и получил чин поручика. В мае 1917 года назначен начальником Общеармейской образцовой учебной команды 12-й армии.
После Февральской революции 1917 года избран председателем Мусульманского комитета 12-й армии, а также членом исполнительного комитета солдат 12-й армии. В сентябре 1917 года избран председателем Мусульманского комитета Северного фронта. В октябре 1917 года назначен комиссаром Всероссийского мусульманского военного шуро при штабе Северного фронта.
В январе 1918 года принимал участие во 2-м мусульманском съезде (г. Казань). В феврале 1918 года демобилизован. Затем служил младшим адъютантом в Мусульманском военном комиссариате города Казани, позднее назначен командиром татаро-башкирского батальона, где прослужил около 10 дней и заболел сыпным тифом. В конце августа 1918 года отправлен в штаб Народной армии (г. Самара), а оттуда — в распоряжение Башкирского военного совета (г. Оренбург), где был назначен старшим адъютантом от Башкирского военного совета при штабе Оренбургского военного округа атамана А. И. Дутова. В октябре 1918 года получил звание штабс-капитана.
С января 1919 года — начальник штаба 1-й Башкирской стрелковой дивизии Башкирского корпуса. После перехода Башкирской армии на сторону РККА, был назначен начальником полковой школы 176-го Башкирского полка. С июня 1919 года в составе башкирского полка принимал участие в сражениях на Украине против армии Деникина. С июля 1919 года по май 1920 года при штабе Башвоенкомата заведовал конским запасом Башкирской армии.
С мая 1920 года служил начальником школы младшего командирского состава Башвоенкомата. С октября 1920 года — командир роты Башкирского запасного стрелкового полка. В декабре 1920 года служил начальником территориального полкового округа Всеобуча Башкирской АССР. В 1921—1923 годах — начальник Башкирских командных курсов при Башвоенкомате. Исключен из ВКП(б) за участие в Гражданской войне в составе белого башкирского войска. В конце 1930-х годов работал юридическим консультантом «Башавтогужтреста».
27 июля 1937 года был арестован; по ст. 582, 7, 8, 10, 11 был приговорён к высшей мере наказания, 8 декабря 1937 года был расстрелян. 16 июля 1956 года реабилитирован.

## Комментарии
1. ↑  Село Заитово, относившееся к Верхнеуральскому уезду[1], ныне — село Азикеево Белорецкого района Республики Башкортостан[2][3].